# Nikołaj Riazancew
Nikołaj Aleksandrowicz Riazancew, ros. Николай Александрович Рязанцев (ur. 13 marca 1907 roku w Kowlu, zm. ?) – rosyjski emigracyjny działacz kulturalny.
Na początku lat 20. zamieszkał w Warszawie. Był jednym z założycieli grupy literackiej „W swojem ugłu”. Wchodził w skład kolegium redakcyjnego dodatku pt. „W swojem ugłu” do pisma „Za Swobodu!”. Na początku lat 30. wyjechał do Francji. Zamieszkał w Paryżu, gdzie ukończył studia chemiczne. Jednocześnie uczestniczył w spotkaniach stowarzyszenia literacko-filozoficznego „Zielonaja łampa”. Zaangażował się w działalność grupy literackiej „Pieriekriestok”. Działał w Stowarzyszeniu Poetów i Pisarzy.